# Municipio de Valparaíso
El municipio de Valparaíso es uno de los 58 municipios del estado mexicano de Zacatecas. Se encuentra en el oeste del estado y su superficie es de 5649 km². La cabecera municipal se encuentra en la localidad de Valparaíso.

## Historia
Época prehispánica
300 d. C. varios grupos indígenas de la zona como lo son tecuales y tepeques se hacen sedentarios, hacia el año 600 d. C. los grupos chalchihuitl, zacatecos, tepehuanes, caxcanes, coras y   huicholes se establecen por todo el Valle de Valparaíso.
Fundación
Según el cronista de la Santa Provincia de Xalisco fray Antonio Tello, llega al Valle el 8 de diciembre de 1568 Don Diego de Ibarra, conquistador de grandes territorios como el de Santa Cruz, Trujillo y el que más tarde sería Valle de Valparaíso.
En 1829 se instala el Primer Ayuntamiento presidido de Mariano Aranda. A partir de 1850 se inicia el establecimiento de diferentes haciendas, la de San Mateo, introductores del ganado de lidia con la Familia Llaguno, la de San Miguel con la familia del Hoyo, la de San Antonio de Sauceda con la familia Estenuo, la de Sauceda con la familia Miranda, la del Valle, la familia Felguérez, la de San Agustín la familia Felguérez, la de Purísima de Carrillo la familia Zamora, la del Astillero la familia Felguérez, la de san Juan Capistrano la familia Soto Robles y la de San Antonio de Padua la familia Soto Palacios.  Y otras más pequeñas como el Chacuaco, Peña Blanca, Agua Fría.
Revolución
El 3 de octubre de 1851 el gobernador José González Echeverría declara Villa al Valle de Valparaíso. El 11 de abril de 1911, los maderistas llegan a la cabecera cometiendo una serie de pillajes que al llegar a la presidencia municipal y al no encontrar a nadie, derriban puertas y ventanas, dan libertad a los presos y para culminar su obra queman archivos y muebles; siendo presidente municipal el Miguel Rivas.
Época actual
De los 58 municipios con que cuenta el Estado, Valparaíso se ha dado a conocer a nivel estatal y nacional por los conflictos territoriales como es el caso de Bernalejo y San José del Refugio.
Al ser estas tierras tan abundantes, los indígenas Tepehuanos del Estado de Durango pretenden adueñarse de estos lugares formando nuevas colonias y prohibiendo sembradíos de los zacatecanos.
Este conflicto se vio favorecido por un decreto expropiatorio a favor de los Tepehuanes, que los Zacatecanos consideran injusto, por lo cual el gobernador del Estado, Ricardo Monreal Ávila solicitó al Tribunal Agrario reabrir el caso para demostrar que en esas tierras siempre han vivido zacatecanos y que los Tepehuanos son nuevos vecinos.

### Datos cronológicos
- Diciembre de 1568 Se inicia la construcción de terrado del templo de Purísima Concepción y el 6 de junio de 1737 se modifica como está hoy en día.
- 1870 se construyen las bóvedas del techo de la iglesia.
- 1873 Joaquín Anza instala el Primer Juzgado de Primera Instancia con un juez de Letras.
- 1886 el 1 de julio se estrenó la línea telegráfica por Rogaciano Felguérez, presidente municipal.
- 1954 el papa Pío IX declara dogma de fe el misterio de la Inmaculada Concepción 8 de diciembre, con gran regocijo del pueblo católico.
- 1983 se establece el Primer Ayuntamiento Plural.

## Geografía física
La configuración del territorio municipal es de figura irregular, se encuentra situado en las coordenadas geográficas extremas: Al norte 23°9′, al sur 22°9′ de latitud norte. Al este 103°11′, al oeste 104°19′ Longitud Oeste.
El municipio de Valparaíso se encuentra localizado en el oeste del Estado de Zacatecas. Cuenta con una extensión de 5,649 km² lo cual representa el 7.52% de la superficie del Estado. Valparaíso colinda al norte con los Municipios de Jiménez del Teul, Chalchihuites y Sombrerete, al este con Fresnillo y Susticacán y al sur con Monte Escobedo y con el municipio de Huejuquilla el Alto del estado de Jalisco.

### Orografía

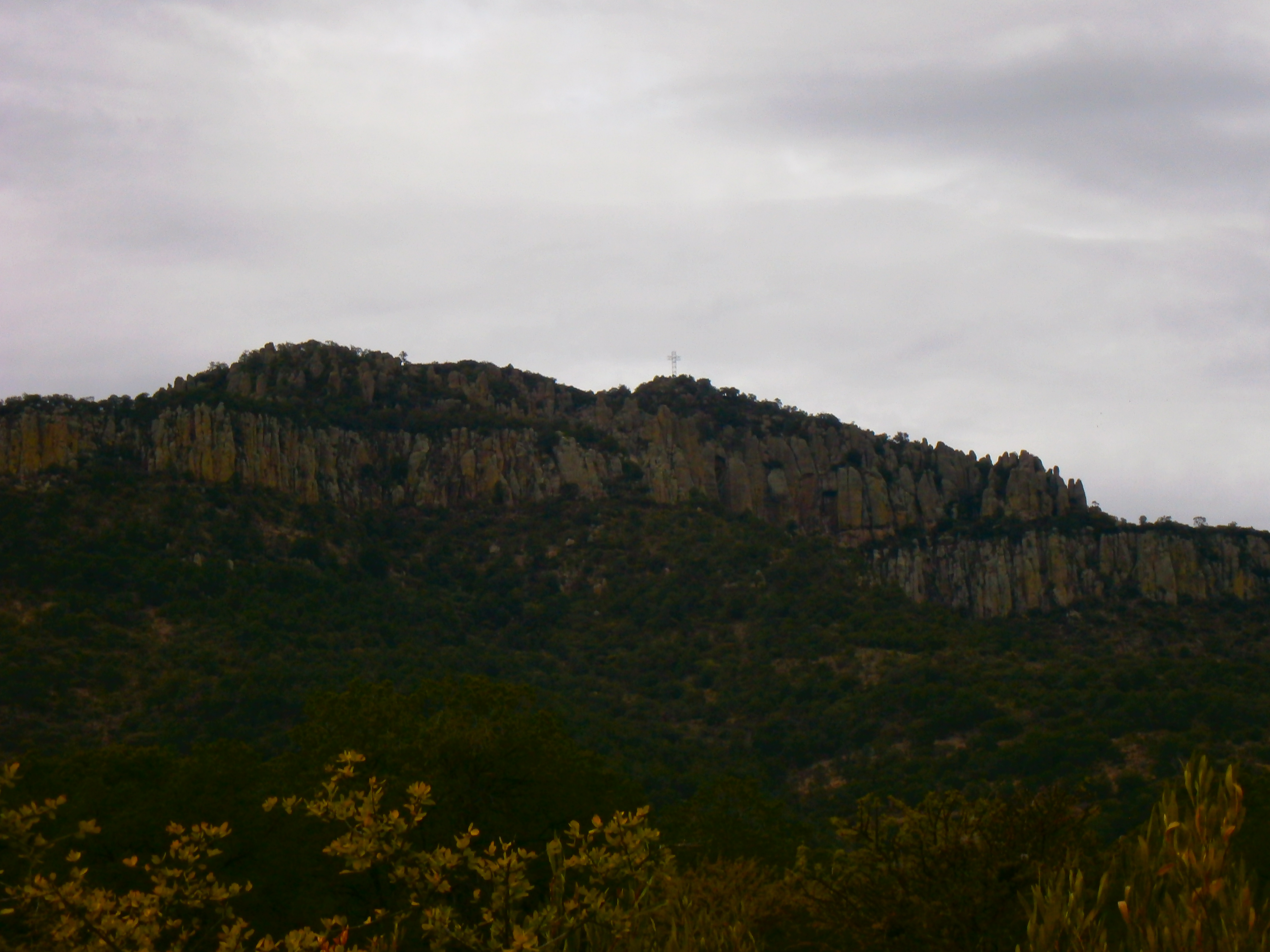
Cerro de la Lechuguilla

La altitud mínima sobre el nivel del mar en el piso de Valparaíso es de 1888m.
| Elevación        | Altitud          |
| ---------------- | ---------------- |
| Cerro la Tollana | 3.000 m s. n. m. |
| Cerro el Oso     | 2.910 m s. n. m. |
| Cerro el Pino    | 2.880 m s. n. m. |
| Cerro el Banco   | 2.850 m s. n. m. |
| Sierra Álamos    | 2.660 m s. n. m. |
| Cerro el Gallo   | 2.260 m s. n. m. |
| Cerro las Ánimas | 2.000 m s. n. m. |

### Hidrografía
El Valle de Valparaíso tiene dos ríos: El de Valparaíso San Mateo o de Bolaños. Con cuencas y subcuencas. Afluentes: Guacamayas, Manzano, Loreto Cuevecillas Matancillas, Salsipuedes, Las Iglesias, La Boquilla, Ciénega el Oso, Verde, El Tanque, San Juanito.
El Río Atengo: Con escurrimientos, cuencas y subcuencas muy limitadas para el cultivo agrícola, se nutre Alamitos, Los Lirios, Santiago, Tierra Blanca, Portales, Las Chirrioneras, María Teresa, El Huencho, San Andrés y Peña Colorada.

### Flora
Las características del uso del suelo nos señala la diversidad de tipo de vegetación.
Agricultura: 7.61% de la superficie municipal y se cuenta con maíz, frijol, alfalfa, avena y durazno.
Pastizal: 19.75% de la superficie municipal y dentro de éste está el zacate banderilla, navajita velludo, zacate pelillo y orégano.
Bosque: 57.86% de la superficie municipal y dentro de éste el pino prieto, pino blanco, pino piñonero, encino blanco, encino colorado y manzanilla.
Selva: 5.75 de la superficie municipal y cuenta con el guacima, nanche y garambullo.
Matorral: 7.61% de la superficie municipal y está el mezquite, nopal duraznillo y huizache.

### Fauna
Dado que el municipio es grande y que cuenta con diferentes climas hay una gran variedad de fauna en las que destacan el venado cola blanca, gato montés, conejo, liebre, coatí, puma, zorra. Otros animales de la región son el corridoJabalí, mapache, coyote, guajolote, codorniz, paloma de collar, paloma guilota, mulas, tejones, paloma ala blanca, halcón peregrino, águila real (símbolo nacional mexicano), víbora de cascabel, tejón, alacranes  y guacamaya verde.
Se encuentran en peligro de extinción el oso negro y en estado extinto el lobo mexicano.

## Demografía
El municipio de Valparaíso cuenta con 33.323 habitantes según el censo del INEGI de 2010.

### Nivel de marginación
El índice de marginación del municipio es medio.

### Situación migratoria
Al ser parte de uno de los estados con más emigrantes que por diferentes causas anualmente emigran alrededor de 500 personas, de las cuales el 80% emigra fuera del país, principalmente hacia Estados Unidos, el otro 20% son jóvenes que terminan la educación media superior y salen de la ciudad en busca de universidades, ya que en el municipio no se contaba en el pasado.

### Religión
Según las cifras del censo del 2000 la religión Católica cuenta con 29 620 creyentes le sigue la Protestante y Evangélicos con 514, Neopentecostales 274, Bíblicas no evangélicas con 273 y por último Testigos de Jehová con 218.

### Grupos étnicos
De acuerdo a los resultados que presentó el II Conteo de Población y Vivienda en el 2005, en el municipio habitan un total de 783 personas que hablan alguna lengua indígena.

### Principales poblaciones
Además de la cabecera municipal, Valparaíso según el censo 2020 cuenta con 212 localidades dispersas en sus 5.649 km² de territorio. Los principales centros poblacionales del municipio son:
| Localidad                                         | Población |
| Total Municipio                                   | 32 461    |
| Valparaíso                                        | 13 577    |
| Lobatos                                           | 1 286     |
| J. Jesús González Ortega (San Mateo)              | 1 009     |
| Santa Lucía de la Sierra                          | 891       |
| San Antonio de Padua                              | 815       |
| San Rafael de las Tablas                          | 538       |
| San José del Vergel (Colonia San José del Vergel) | 506       |
| Trojes                                            | 512       |
| Mimbres                                           | 479       |
| Milpillas de la Sierra                            | 472       |
| San Miguel de Pajaritos                           | 435       |
| San Juan Capistrano                               | 399       |

## Economía
- Agricultura: Se caracteriza por ser un municipio agricultor principalmente de frijol, maíz y frutal.

- Ganadería: Bovino, equino y Caprino.

- Forestal: Cuenta con alrededor de 7 aserraderos

- Industria: Ropa de uniforme, manufacturera, block de cemento Huarache de hule cinto pitidado monturas.

- Comercio: Cuenta con una plaza comercial y un mercado en la cabecera municipal, tiendas de Cadenas nacionales como Bodega Aurrera y Grupo Gigante, Cruz Roja, Discotecas, Agencias de Viajes, Transporte de Viajes al aeropuerto, Servicio de Taxis, Transporte al Consulado Monterrey.

## Educación
- Actualmente se lleva a cabo la construcción de la Universidad Autónoma de Zacatecas Campus Valparaíso.[7]

Cuenta con alrededor de 235 escuelas, las cuales son:
- Cuenta con 3 Instituciones nivel medio Superior

- Cuenta con alrededor de 50 secundarias alrededor del municipio

- Alrededor de 114 primarias

- 73 escuelas nivel preescolar

- Además de contar con un colegio privado que contiene preescolar, primaria, y secundaria.

- Cuenta con la Casa de Cultura Manuel Felguérez, donde se realizan diversas actividades culturales.

## Atractivos culturales y turísticos

### Monumentos históricos
Cuevas de tiro en La Florida. Cuevas de Bóveda en Col. San José del Vergel, Monumento a la Bandera, Iglesia de Purísima de Carrillo, iglesia de San Mateo, iglesia del Astillero, Presidencia municipal.

### Museos
Regional con osamenta petrificadas de diferentes plantas y animales, cerámica, bordados indígenas, telares, motivos coloniales.

### Fiestas, danzas y tradiciones
El 8 de diciembre, se celebra en la cabecera municipal el día en honor de la Purísima Concepción y el 12 de la Virgen de Guadalupe.  En cada comunidad tienen su Patrón de Culto con festividades religiosas; Todos los Santos y Fieles Difuntos, danzas autóctonas, bailes populares, las cuadrillas, coloquios, pastoréelas, quema de judas, peleas de gallos, carreras de caballo, charreadas y coladeros.
- 18 de septiembre en San Mateo
- 4 de julio en San Juan Capistrano
- 13 de junio en San Antonio de Padua
- 27 de junio en Santa Potenciana de Abajo
- 21 de septiembre San Mateo
- 12 de diciembre Milpillas de la Sierra
- 29 de septiembre san Miguel
- 19 de marzo Tejones
- 8 de agosto Tejujan
- 29 de junio San Pedro De La Sierra
- 2 de febrero en el Xoconostle.
- 12 de febrero El Mirador.
- 3 de mayo en el Potrero de Gallegos, San Martín, Peña Blanca, Ranchito de La Cruz, Lobatos y El Capulín. 5 de mayo El Mirador (Festejo de la Santa Cruz).
- 24 de mayo en mala noche. (festejo a la virgen María auxiliadora)

### Música
El tamborazo es uno de los principales tipos de música que se escucha en el municipio.

### Artesanías
Huarache, bordados, cobertores de lana, cinto pitiado, sombrero hucichol, monturas pititadas, fustes.

### Centros turísticos
A 3 km. Se encuentra Atotonilco con 2 balnearios de aguas termales. Tienen tobogán. Cuevas Mortuorias de Tiro en la Florida a 7 KM. Cuevas mortuorias de bóveda en Col. San José del Vergel a 7 KM. Paisaje la Sierrita; paseos.

## Gobierno

### Caracterización del Ayuntamiento
- 1 Presidente municipal
- 1 Síndico
- 10 Regidores de Mayoría Relativa
- 7 Regidores de Representación Proporcional

### Presidentes Municipales
| Presidente municipal           | Periodo de Gobierno | Partido político |
| ------------------------------ | ------------------- | ---------------- |
| Lic. Ubaldo Montoya López      | 1995-1997           | PRI              |
| Profr. Manuel Álvarez Rojo     | 1998-2001           | PRI              |
| Lic. Ubaldo Montoya López      | 2001-2004           | PRI              |
| Alberto Ruiz Flores Delgadillo | 2004-2007           | PRI              |
| Laura Isela Ruiz González      | 2007-2010           | PRD              |
| Jorge Torres Mercado           | 2010-2013           | PRI              |
| Eleuterio Ramos Leal           | 2013-2016           | PRD PAN          |
| Gerardo Cabral Gonzáles        | 2016-2018           | PRI              |
| Eleuterio Ramos Leal           | 2018-2021           | PRD PAN          |
| Eleuterio Ramos Leal           | 2021-2024           | PRD PAN \|PRI    |